# Yann Bricler
Yann Bricler ou Jean Bricler, né Jean-Marie Joseph Brichler le 13 décembre 1901 à Montfort-sur-Meu, est un militant nationaliste breton, chef de la section locale du Parti national breton à Quimper. Il est exécuté le 4 septembre 1943 à Quimper par la Résistance.

## Biographie
Jean-Marie Jospeh Brichler naît en 1901 à Montfort-sur-Meu, fils de Joseph Brichler, lieutenant de gendarmerie, et d'Anna Marie Joseph Mordrelle, son épouse et soeur du général Mordrelle,.
Cousin d'Olier Mordrel, il fait ses études à Rennes puis Paris. Il est licencié en droit, ainsi qu'en génie aéronautique et frigorifique.
Yann Bricler adhère au Groupe régionaliste breton (Unvaniez Yaouankiz Vreiz) dès février 1919. Il en devient le vice-président en 1923 puis secrétaire général de 1924 à 1927.
Il est très actif dans divers mouvements bretons et en particulier l'Emsav, entre 1920 et la Seconde Guerre mondiale. Le 17 avril 1923, il fait une conférence sur « La question celtique » dans la région parisienne. Il participe en 1927 à la création du Parti autonomiste breton, dirigé par François Debeauvais, dont il devient le secrétaire général. En 1932, il est suspecté d'être l'un des auteurs de l'attentat de Rennes contre la sculpture de Jean Boucher symbolisant l'union de la Bretagne à la France.
Il est dès sa fondation en 1934 administrateur de la revue Stur qui développe une idéologie nationale-socialiste bretonnisée. En mai 1942, il devient l'administrateur du nouveau Stur, toujours dirigé par Olier Mordrel, qui reparaît pendant plus d'un an et est alors ouvertement pro-nazi.
Il est aussi industriel, directeur des « Crêperies de Locmaria » à Quimper, 22 rue du Parc, depuis au moins 1933. Cette entreprise vend des crêpes, plus connues maintenant sous le nom de crêpes dentelle ou Gavottes.
Pendant la Seconde Guerre mondiale, il fait preuve de sentiments pro-allemands : ainsi, lors de Noël 1942, à la demande de Marc Le Berre, responsable local du Parti national breton, il fait confectionner par son entreprise tout un lot de boîtes fantaisies de crêpes dentelles destinées comme cadeaux aux soldats allemands de Stalingrad, chaque boîte étant accompagnée d'un petit message en allemand comme « Aux héros de Stalingrad », « Aux libérateurs de l'Europe » et signé « Un breton reconnaissant ».
Il entretient des liens avec la Feldkommandantur de Quimper et est accusé par la Résistance de collaboration très active avec la Gestapo. Divers documents accablants furent trouvés dans son coffre-fort après son assassinat, en particulier une liste d'une centaine de personnes.
Il est tué par deux résistants venus du maquis de Saint-Goazec le 4 septembre 1943 à Quimper, peut-être sur un ordre venu de Londres. Son décès est présenté dans la presse collaborationniste de l'époque comme survenu accidentellement.
L'enterrement de Bricler a lieu sous la protection de la kommandantur locale. Olier Mordrel, qui assiste à la cérémonie, écrit que « le cortège funèbre défila jusqu'à l'église Saint-Mathieu entre deux haies de gens qui ricanaient, ce qui illustre le sentiment d'une bonne partie de la population quimpéroise à cette époque. ». Ronan Pichery y représente le PNB[réf. nécessaire].